# Lina Alsmeier
Lina Alsmeier (* 29. Juni 2000 in Nordhorn) ist eine deutsche Volleyballspielerin.

## Karriere
Alsmeier spielte in ihrer Jugend Volleyball beim FC 47 Leschede in Emsbüren. Mit einem Zweitspielrecht kam sie als Fünfzehnjährige im Frühjahr 2016 auch beim Zweitligisten SCU Emlichheim zum Einsatz. Im Sommer 2016 wechselte die Universalspielerin ins Volleyball-Internat nach Münster und spielte mit der zweiten Mannschaft des USC Münster eine Saison in der zweiten Bundesliga Nord. Seit 2017 spielte Alsmeier im Bundesliga-Team des USC. 2020 wechselte sie zum Ligakonkurrenten SSC Palmberg Schwerin, mit dem sie 2021 und 2023 den DVV-Pokal gewann. Anschließend wechselte Alsmeier in die italienische „Serie A1“, zunächst zu Il Bisonte Firenze und ein Jahr später zu Igor Gorgonzola Novara, mit dem sie 2025 den CEV-Pokal gewann.

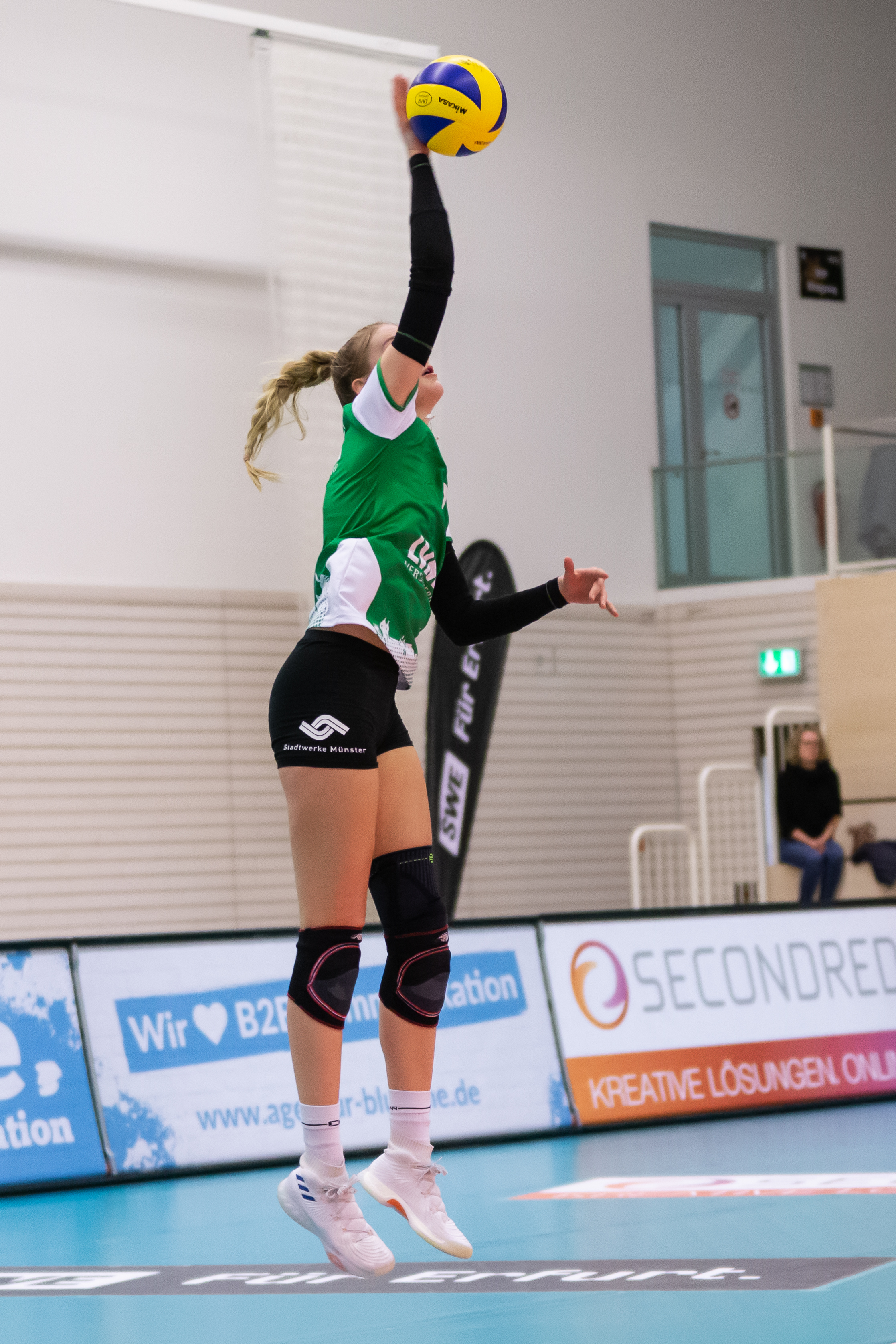
Alsmeier 2019 beim USC Münster

Alsmeier spielte auch in der deutschen U18/U19-Nationalmannschaft, mit der sie 2017 bei der U18-Europameisterschaft in den Niederlanden und bei der U18-Weltmeisterschaft in Argentinien jeweils Platz sechs erreichte. 2018 wurde sie bei der U19-Europameisterschaft in Albanien erneut Sechste. Im August 2019 hatte Alsmeier beim Länderspiel in Münster gegen Polen ihren Einstand in der A-Nationalmannschaft.
Mit dem Pascal-Gymnasium Münster wurde Alsmeier 2018 Zweite bei der Schul-Weltmeisterschaft im tschechischen Brünn.